# ゼロ距離発進

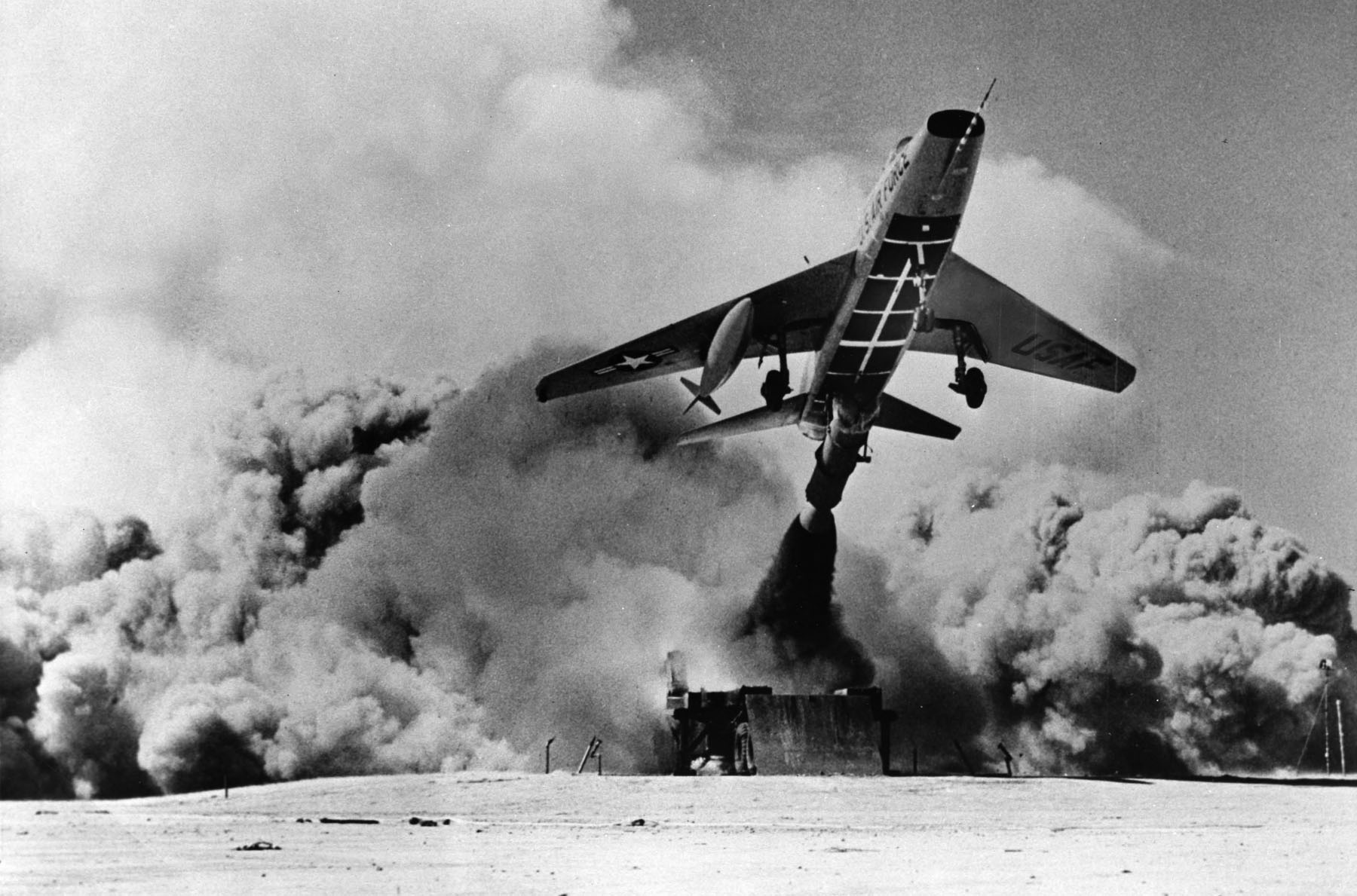
ゼロ距離発進を行うF-100D

ゼロ距離発進（ゼロきょりはっしん Zero length launch）とは、垂直離着陸機ではない航空機がほとんど滑走せずに離陸することであり、特に冷戦期の戦闘機発進方法として検討された。そのシステムはzero length take-off systemからZLL、ZLTO、ZEL、ZELLなどと略称される。
戦闘機の発進方法の一つとして、敵の爆撃等によって滑走路が使用不能となった時においても、離陸し、作戦行動をとることを可能とするために開発が行われた。戦闘機に大型ロケットブースターを装備するものであり、その機体はランチャー上にセットされる。機体本体のジェットエンジンおよびロケットブースターの推力によりごく短時間に大きく加速され、離陸が行われる。なお、ロケットブースターは離陸後、分離投棄される。
離陸においては滑走路を必要としないが着陸には滑走が必要であり、そもそも最低限の滑走路も無いのであれば、離陸できても帰投して着陸はできないという問題がある。従って戦略としてミッション遂行後は帰投せず別の着陸可能な場所に着陸するか、片道出撃であろうとも戦略上の理由で発進しなければならない状況（戦略爆撃機の迎撃など）といった想定で開発された。なお、ごく短い距離でも離陸滑走できる状況であれば、機体取り付け型のロケットブースターであるJATOやRATOにより離陸ができる。

## 歴史
1950年代から1960年代にかけて、アメリカ空軍、西ドイツ空軍（現　ドイツ連邦空軍）、ソビエト連邦（空軍、防空軍）などで実験が行われ、離陸技術に関しての問題は少なかった。しかし、大型ロケットブースターなどの費用面と即応性に優れた誘導ミサイルの発達などにより、実用化にまでは至らなかった。
比較的脆弱な滑走路への依存を欠いたフィールド戦闘機への欲求は、垂直離着陸機（VTOL）または短距離離着陸（STOL）のフライトプロファイルのいずれかが可能ないくつかの航空機の開発を動機づけた。そのような戦闘機には、イギリスのホーカー・シドレー ハリアーやソビエトのYak-38などの実用航空機、およびアメリカのF-15 STOL/MTDなどの実験的なプロトタイプが含まれていた。

## ZELLの試験が行われた機体

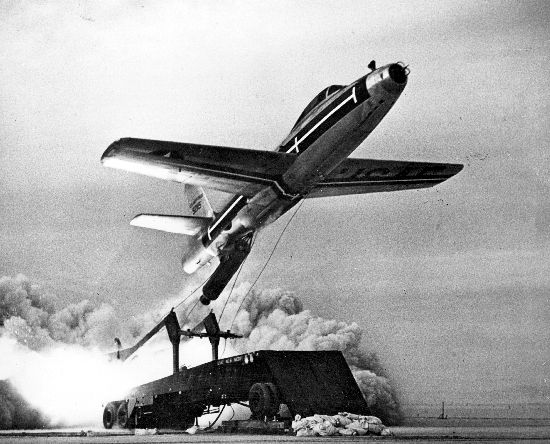
ゼロ距離発進テスト中のF-84

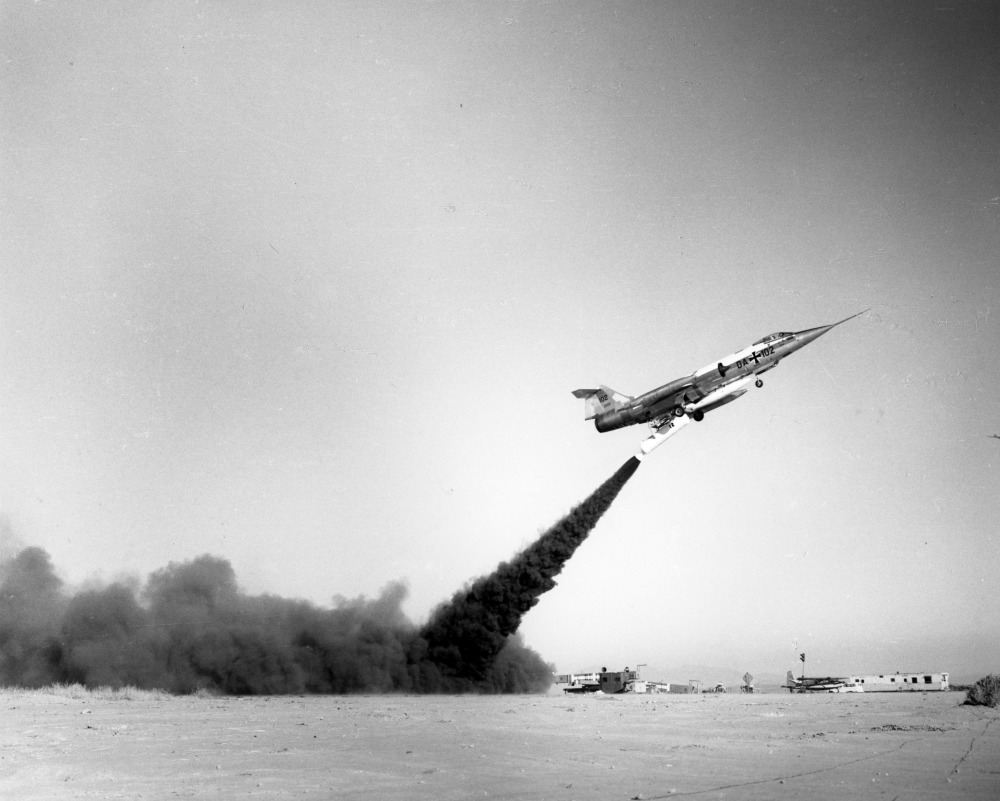
テスト中のロッキードF-104G

- F-84G

アメリカ空軍、1953年計画開始。この開発試験においては、ゼロ距離発進マット着陸方式（Zero Length Launch and Mat Landing,ZELMAL）が採用され、着陸時も降着装置を使わず、ゴムマットとアレスティングフックの併用により短距離着陸させる計画であった。移動式ランチャーからの発進には、機体後部下に取り付けたMGM-1 マタドール・ミサイル向けを転用したブースターを用いている。
1953年12月に無人機による発進試験が成功し、1954年1月には有人機での試験も成功した。着陸試験は1954年6月に行われたが、機体が損傷し、パイロットも受傷したため、28回の発進試験と3回の着陸試験でもって、開発は中止された。
- F-100D

アメリカ空軍、1957年計画開始。コンセプトとしては、報復の核爆撃手段として隠匿配備し、敵の攻撃を回避し、攻撃後の乗員は味方領域にパラシュート降下するというものであった。
1958年より有人の発進試験がなされ、発進自体は成功している。
- F-104G

西ドイツ空軍、1963年計画開始。マタドール・ミサイル向けを転用したブースターを用い、エドワーズ空軍基地において、1966年に発進試験に成功している。
- MiG-19

ソ連軍、1957年に有人発進試験に成功している。